# کایرن ایندیا
کایرن ایندیا (به انگلیسی: Cairn India) شرکت نفت و گاز هندی است، که در زمینه اکتشاف و تولید نفت خام و گاز طبیعی در کشورهای سریلانکا و هند فعالیت می‌کند.
شرکت کایرن ایندیا در سال ۲۰۰۷ آغاز به‌کار کرد و هم‌اکنون پنجمین شرکت نفتی هندی به‌شمار می‌آید. دفتر مرکزی این شرکت در گورگان، هند قرار دارد و بخشی از سهام آن در بازارهای بورس لندن، بورس اوراق بهادار بمبئی و بورس اوراق بهادار ملی هند دادوستد می‌شود.